# Kirche der Granitsäulen

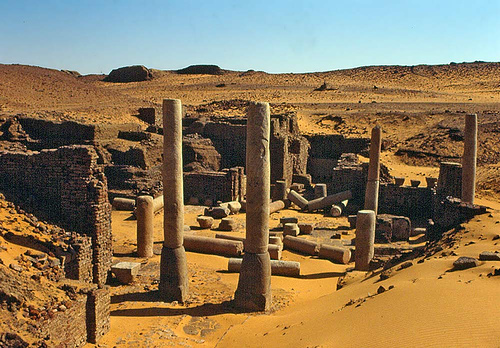
Reste der Kirche der Granitsäulen

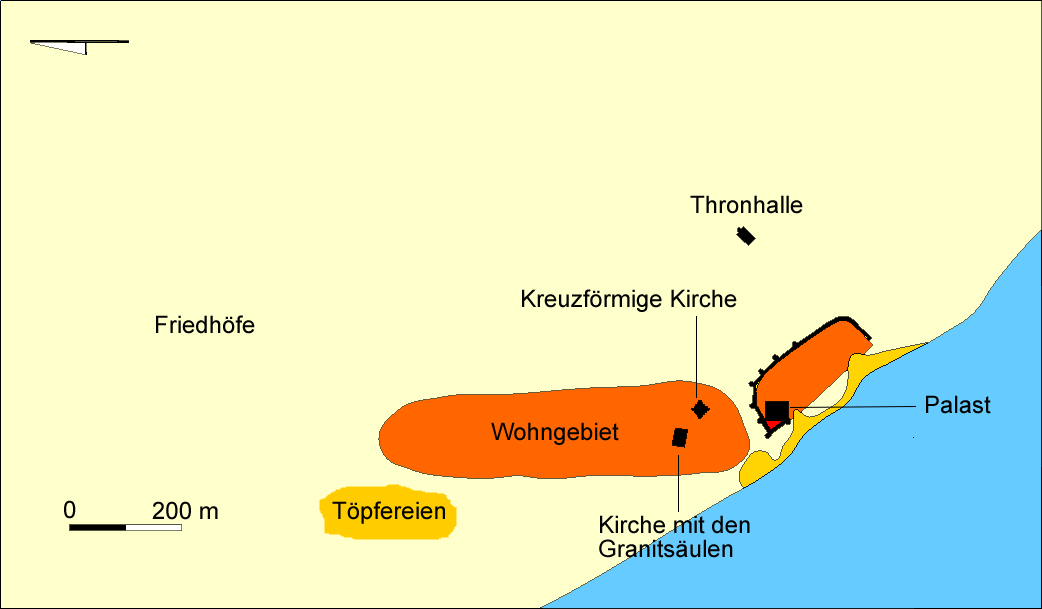
Plan von Alt Dunqula mit der Lage der Kirche

Die Kirche der Granitsäulen in Alt Dunqula (meist Alt Dongola, am unteren Ende des großen Nilbogens im heutigen Sudan) war einer der größten Kirchenbauten im mittelalterlich-nubischen Staat von Makuria.
Im 6. Jahrhundert wurden die antiken Staaten Nubiens im heutigen Sudan christianisiert. Sie blieben für die nächsten 900 Jahre vorwiegend christlich und entwickelten eine reiche Architektur und Kunst.
Die Kirche der Granitsäulen war sehr wahrscheinlich der Bischofssitz und somit die Kathedrale von Alt Dunqula, der Hauptstadt von Makuria. Ihr eigentlicher Name ist unbekannt. Sie wurde 1964 bis 1968 von einem polnischen Team in vier Kampagnen ausgegraben. Der Bau war vermutlich die Hauptkirche des Reiches von Makuria und vereinigte im Stil nubische mit syrisch-armenischen Elementen.

## Vorgängerbau: Die alte Kirche

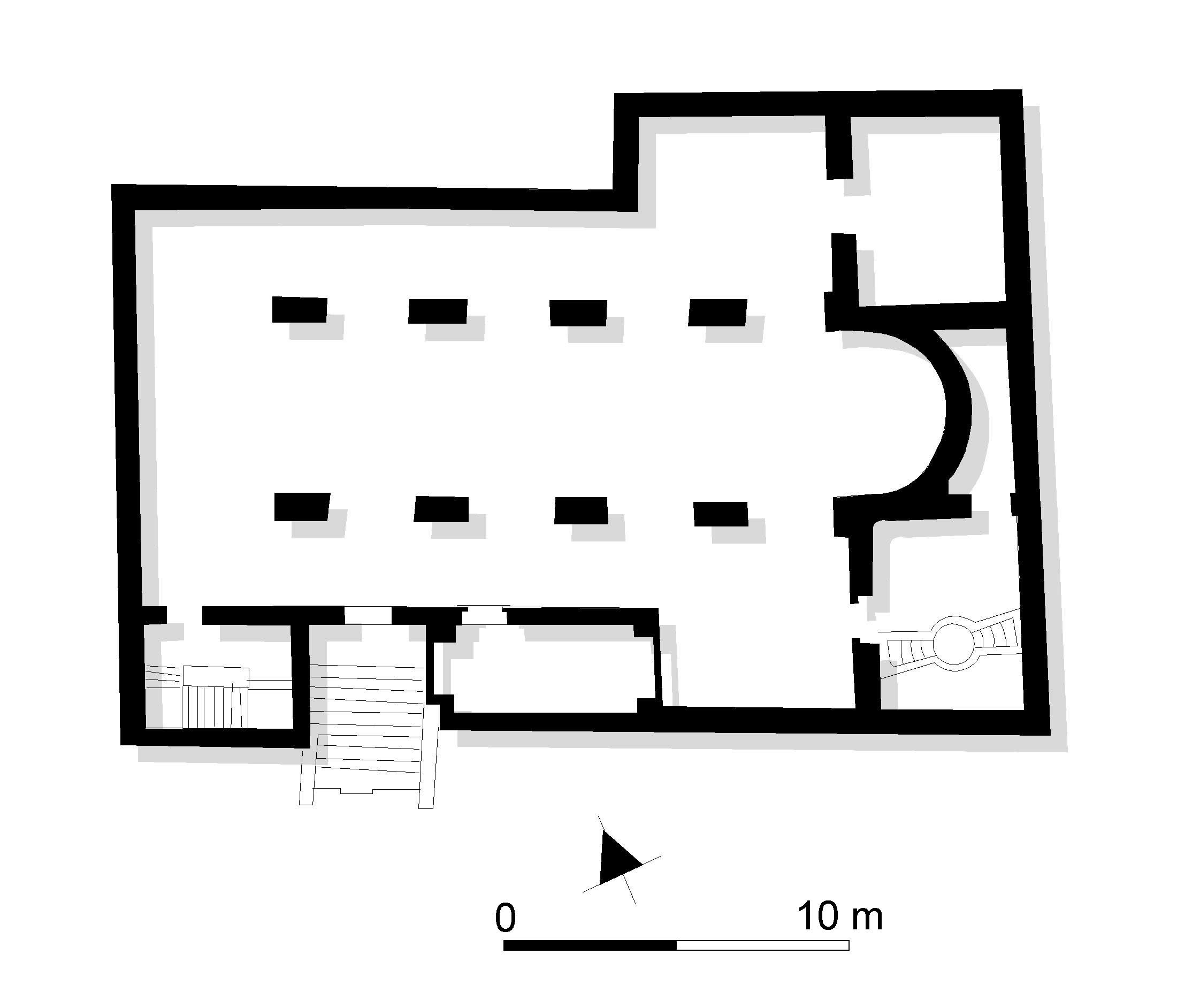
Rekonstruierter Plan der Alten Kirche

Die Kirche der Granitsäulen besaß einen Vorgängerbau aus dem sechsten Jahrhundert, die Alte Kirche. Die Alte Kirche lag etwa 110 Meter vom Nil und 120 Meter vom ummauerten Stadtzentrum Alt Dunqulas entfernt. Die relativ große Entfernung der Kirche zum eigentlichen Stadtzentrum mag darauf zurückzuführen sein, dass die Stadt zur Zeit der Christianisierung schon dicht bebaut und über das alte Stadtzentrum mit seiner Stadtmauer hinausgewachsen war. Neue Gebäude konnten daher nur am Stadtrand angelegt werden.
Vom Gebäude selbst ist nicht viel erhalten, da es von der späteren Kirche überbaut wurde. Es konnten meist nur die Grundmauern durch die Ausgrabungen erfasst werden, so dass es sogar Schwierigkeiten bereitet, die alten Eingänge zu lokalisieren. Die Alte Kirche war als dreischiffige Basilika mit einer Apsis im Osten angelegt. Das Kircheninnere war durch je vier rechteckige Pfeiler auf jeder Seite in drei Schiffe gegliedert. Vor der Apsis lag ein Querschiff, dessen Länge die Breite des Hauptraumes übertraf. Der Haupteingang befand sich im Süden der nach Osten ausgerichteten Kirche. Er war wahrscheinlich monumental mit einer vorgelagerten Treppe gestaltet, wobei man über elf Stufen durch den eigentlichen Eingang in das südliche Seitenschiff und von dort in das breitere Mittelschiff der Kirche gelangte. Westlich der Eingangsstufen befand sich ein Treppenhaus, über das man auf das Dach oder ein oberes Stockwerk gelangte. Bei Entwurf und Bau der Kirche wurde ein byzantinisches Maß, ein Fuß von 308 Millimeter Länge, zu Grunde gelegt. Demnach war der Bau 60 Fuß breit und 70 Fuß lang. Das gleiche Fußmaß kam auch beim Bau der Hagia Sophia in Konstantinopel zur Anwendung.
Der Bau war aus luftgetrockneten Lehmziegeln errichtet, spätere Anbauten oder Reparaturen wurden aber auch mit gebrannten Ziegeln ausgeführt. Ein Baptisterium befand sich südlich der Apsis und konnte von der Erweiterung des Querschiffes betreten werden. Die Lage des Baptisteriums war typisch für Kirchenbauten dieser Zeitstellung in Nubien, aber auch in Ägypten. In dem rechteckigen Raum befand sich das eigentliche, in den anstehenden Felsen gehauene und mit gebrannten Ziegeln verstärkte Taufbecken. Es war etwa 1,8 Meter tief und besaß zwei Treppen, die von Osten und Westen über vier Stufen nach unten führten. Auf dem wasserfesten Verputz des Taufbeckens befanden sich Reste von Wandmalereien, die eine Marmorimitation wiedergaben.
Die Alte Kirche ist der älteste Kirchenbau der Stadt. Anhand von Keramikfunden lässt sich ihre Bauzeit in die Jahre 550 bis 650 eingrenzen. Der Bau wurde anscheinend mehrmals umgebaut. Vor allem wurde das Taufbecken im Baptisterium zu einem unbestimmten Zeitpunkt verändert. Die in die Tiefe führenden Treppen wurden am Beckenrand überdacht. Das ganze Becken wurde durch eine Verschalung aus gebrannten Ziegeln verkleinert.
Um die Kirche herum standen einige andere Bauten, die aber nur zum Teil ausgegraben wurden. Möglicherweise gehörten sie zu einem Kloster. Im siebten Jahrhundert wurde die Alte Kirche abgerissen und durch einen Neubau ersetzt.

### Vorbilder des Baus
Die Alte Kirche ist für die Geschichte des Kirchenbaus in Nubien von einiger Bedeutung, da es sich um eine der ältesten Kirchen in dieser Region überhaupt handelt. In der Architektur der Alten Kirche können verschiedene Einflüsse ausgemacht werden. Das Arrangement des östlichen Teils der Kirche mit seinen zwei Räumen zuseiten der Apsis und dem begehbaren Zwickelraum hinter der Apsis kehrt in Kirchen Ägyptens, etwa in Taposiris Magna, und Palästinas, beispielsweise in et-Tabgha, wieder. Auch das Querschiff vor der Apsis ist aus diesen Gebieten sowie aus Nordafrika gut bekannt. Gleiches gilt für die Form der dreischiffigen Basilika an sich, die etwa Sbiba in Tunesien, der südlichen Kirche von Khirbit Hass (Syrien), oder in der Kirche Nr. 2 in Androna (al-Andarin, Syrien), oder der Kirche von Casa Herrera bei Mérida in der Extremadura (Spanien) ihre Parallele findet. Für die Anlage eines Treppenhauses, außerhalb des zentralen Baues, wie sie in der Alten Kirche begegnet, können nah verwandte Beispiele aus Nordafrika benannt werden (z. B. Haidra in Tunesien).

## Die Kirche der Granitsäulen

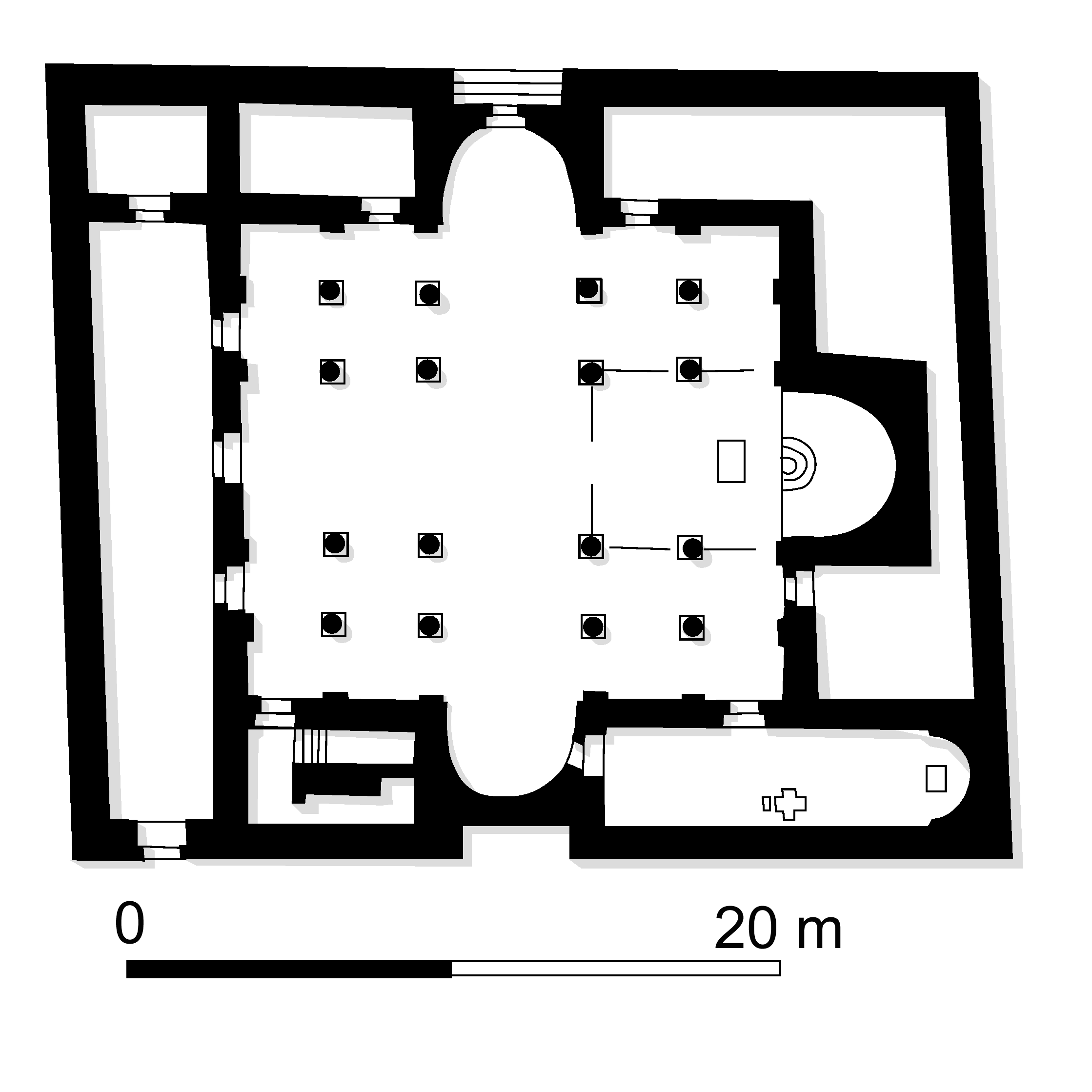
Plan der Kirche mit den Granitsäulen

Die Alte Kirche wurde im siebten Jahrhundert abgerissen, ein neuer Bau wurde errichtet. Die Gründe dafür sind unbekannt. Allerdings wurde Alt Dunqula im siebten Jahrhundert von Arabern angegriffen und belagert. Es gibt Anzeichen, dass zumindest andere Kirchenbauten der Stadtbelagerung zum Opfer fielen. Offensichtliche Zerstörungsspuren fehlen hingegen an der Alten Kirche. Sicher scheint, dass die neue Kirche vor 707 erbaut wurde, da sie der Kathedrale von Faras, deren Baubeginn für dieses Jahr bezeugt ist, als Vorbild diente. Die Kirche der Granitsäulen wurde sehr wahrscheinlich zur Kathedrale von Alt Dunqula, eine Funktion, die vorher anscheinend die Kirche mit dem Steinfußboden innehatte.
Die aus gebrannten, roten Ziegeln errichtete Kirche der Granitsäulen war 29 × 24,4 Meter groß. Es handelte sich um einen Bau mit fünf Schiffen. Dem erweiterten Mittelschiff des Hauptraumes entsprach ein mittig eingefügtes Querschiff, so dass sich eine kreuzförmige Anordnung der Haupträume ergab. Eine große Apsis schloss das Hauptschiff im Osten ab, während das Querschiff in zwei Apsiden endete. Der Haupteingang zur Kirche lag im Südwesten. Von dort gelangte man in eine schmale, fast die ganze Westseite einnehmende Vorhalle. Drei Türen führten weiter in den Hauptraum. Die Außenseiten des Kirchengebäudes waren anscheinend kaum gestaltet. Es gab einen kleinen Eingang und hoch gelegene, aber kleine Fenster. Der eigentliche Kirchenraum wurde von 16 Säulen aus Gneis und Granit gegliedert. Sie standen in vier Vierergruppen und ließen Sichtachsen entlang des Haupt- und des Querschiffes offen.

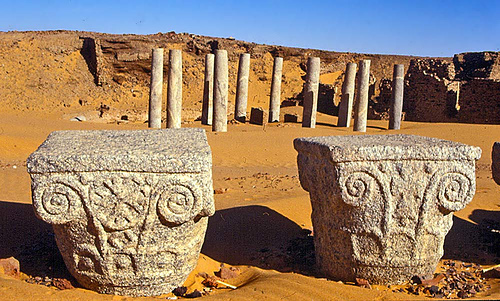
Einige Kapitelle

Die glatten, nur am oberen und unteren Rand mit einer eingeritzten Kerbe versehenen Säulenschäfte standen auf undekorierten, pyramidenstumpfförmigen Basen und trugen verzierte Kapitelle, die aus Granit gearbeitet waren. Die Schäfte waren ausgesprochen unregelmäßig gearbeitet. Die Basen aus Granit waren ohne weitere Verankerung oder Verstärkungen in den Ziegelfußboden der Kirche eingelassen. In einem Fall wurde ein kopfüber aufgestelltes unfertiges Kapitell als Basis verwendet. Die Kapitelle orientierten sich in ihrer Ausprägung locker an jenen der korinthischen Ordnung. Aus stilisierten einfachen Blattkränzen entwuchsen schmale Stängel, die sich zu Voluten an den Kapitellecken einrollten. Die Mitten der Kapitellseiten nahmen verschiedene Typen von Kreuzen ein. Jedes Kapitell hatte eine eigenständige Verzierung. Die Säulen waren mit Basen und Kapitellen etwa 5,2 Meter hoch. Die Kirche gehört somit zu den wenigen Bauten im christlichen Nubien, in denen Granit in größeren Umfang Verwendung fand. Dennoch ist ihr Name irreführend, da die Säulenschäfte aus unterschiedlichen Gneis-Sorten bestanden, während nur die Kapitelle aus Granit im geologischen Sinne gearbeitet waren. Der Granit für alle Kapitelle stammt anscheinend aus demselben, bislang nicht identifizierten Steinbruch. Es handelt sich um einen ausgezeichneten Stein in einem grünlich-oliven Farbton mit kristallinen Adern, der vielleicht wegen seiner Ähnlichkeit mit Marmor ausgesucht wurde.
Der Fußboden der Kirche bestand zum großen Teil aus Ziegeln. Im Bereich vor der Hauptapsis wurden aber auch Steinplatten verlegt. Von der aufgehenden Architektur ist nur die südliche Mauer noch zu einer bedeutenden Höhe erhalten. In ihrem oberen Bereich sind Einlassungen für Holzbalken sichtbar.
In der südöstlichen Ecke des Kirchenbaus – und von der Hauptapsis durch einen weiteren Raum getrennt – befand sich das Baptisterium, ein länglicher Raum, der im Osten in einer kleinen Apsis endete. Etwa in der Raummitte, etwas nach Süden versetzt, war ein Taufbecken in Form eines griechischen Kreuzes in den Boden eingelassen.

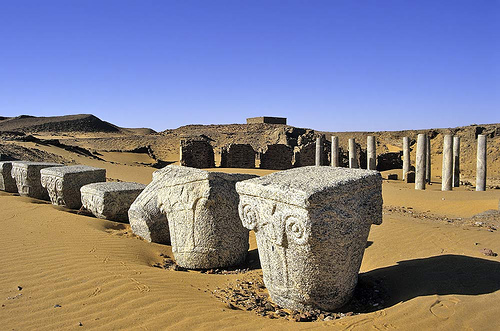
Einige Kapitelle

Die Form des Daches der Kirche ist unbekannt. Verschiedene Lösungen sind denkbar und für den nubischen Raum nachweisbar. Die einfachste Lösung wäre ein einfaches, flaches Holzdach. Eine weitere Möglichkeit wäre, dass der Bau ein Holzdach hatte und sich in der Mitte, wo Haupt- und Querschiff sich kreuzen, eine Kuppel befand. Andere Möglichkeiten sind Gewölbe, die sich zwischen den Säulen spannten und das Dach bildeten.
Dem Kirchenentwurf liegen zwei unterschiedliche Grundeinheiten zugrunde, ein byzantinischer Fuß von 323 Millimeter Länge, ein weiterer zu 316 Millimeter. Die Außenmaße der Kirche nahmen dabei mit 50 × 60 Fuß das größere Maß auf, während man für bestimmte Innenmauern auf das kleinere Fußmaß zurückgriff. Um die Kirche herum entwickelte sich im Laufe der Zeit ein Friedhof.

### Ausstattung

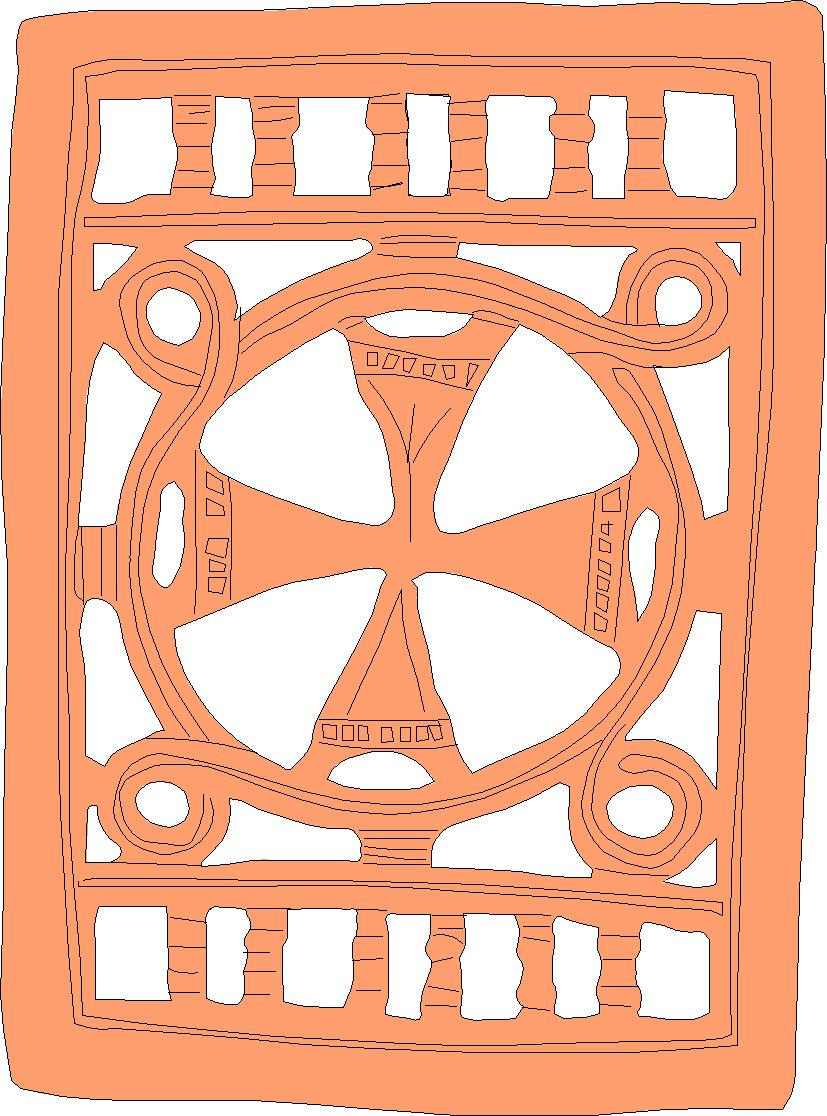
Beispiel eines Fenstergitters aus Keramik

Von der Ausstattung der Kirche sind vor allem die reich verzierten und abwechslungsreichen Fenstergitter aus Keramik zu erwähnen. Sechs von ihnen konnten vollständig rekonstruiert werden. Die Fenster waren demnach in der Regel rechteckig, etwa 51–57 Zentimeter breit und 75–78 Zentimeter hoch. Doch gab es auch ein weiteres Gitter, das mit 95–98 Zentimeter bedeutend höher war. Darüber hinaus gab es wenigstens ein Gitter mit bogenförmigem oberem Abschluss. Unter den Dekorationsmustern der Gitter fanden sich Malteserkreuze, vierzackige Sterne und kreuzförmig angeordnete Fische. Jedes Fenster scheint ein eigenes Muster besessen zu haben.
Es fanden sich die Fragmente eines Tabernakels aus Terrakotta. Der Kirchenbau war teilweise verputzt und wahrscheinlich auch bemalt, doch waren die entsprechenden Reste ausgesprochen schlecht erhalten.
Im Jahr 883 wurde im Baptisterium der Eparch von Gaderon, einem ansonsten unbekannten Ort, namens Johannes bestattet. Er war der Sohn eines Zacharias, wahrscheinlich von Zacharias I., dem König von Makuria, und folglich ein Bruder von Giorgios I. Für die Bestattung wurde eine kleine Mastaba, in der ein Grabstein eingelassen war, errichtet. Die zugehörige Grabgrube enthielt nur ein menschliches Skelett, in dem sicherlich die sterblichen Überreste des genannten Johannes zu erkennen sind.

### Vorbilder des Baues und Einfluss auf spätere Bauten

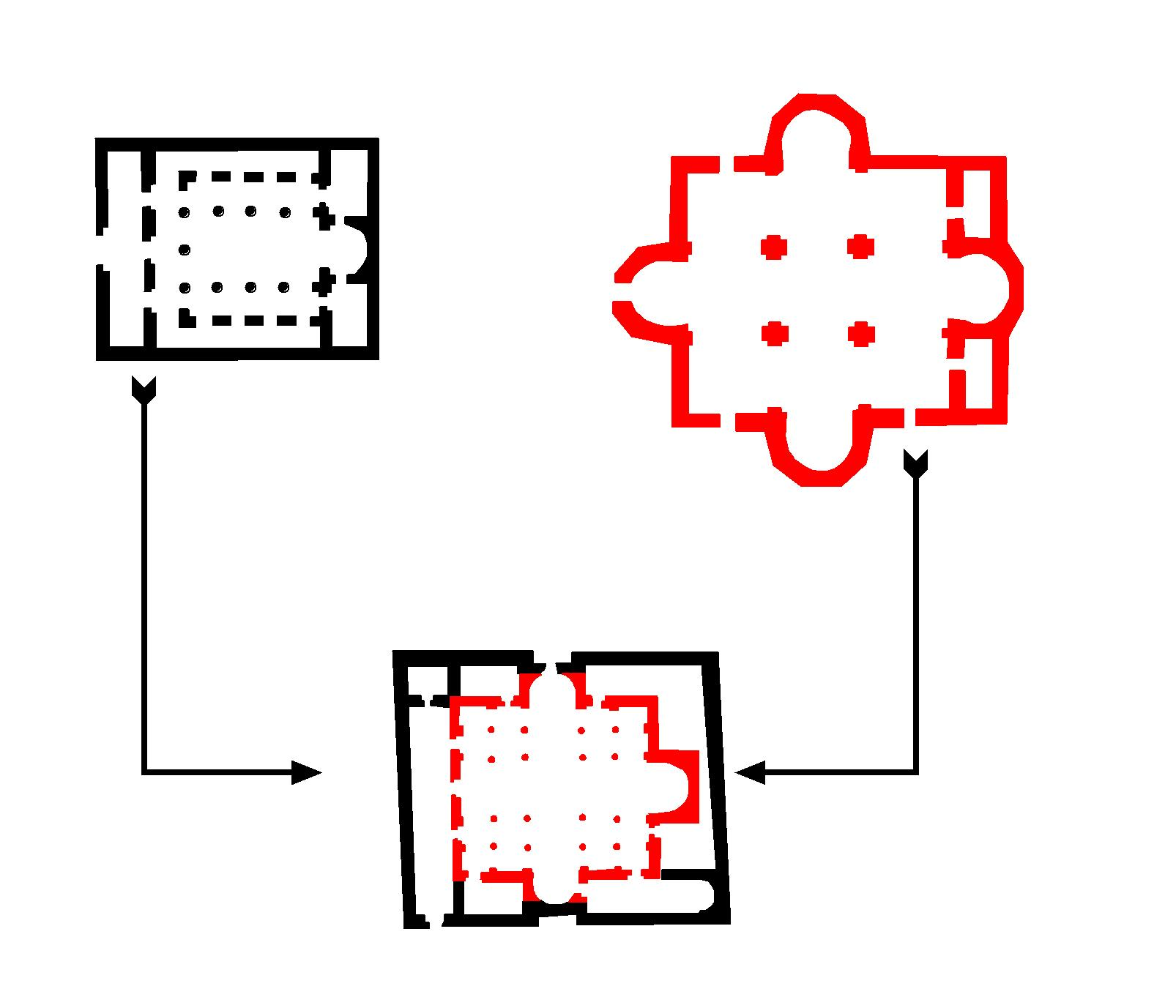
Nubische Kirche (oben links) und die armenische Kathedrale von Etschmiadsin (oben rechts) im Vergleich zur Kirche der Granitsäulen

Die Kirche der Granitsäulen vereinigt verschiedene architektonische Traditionen. Die äußere Anlage eines relativ gleichförmigen Rechtecks entspricht nubischen Traditionen, die wiederum ihren Ursprung in byzantinisch-koptischen Kirchenbauten haben. Das Innere der Kirche ist dagegen vor allem durch die drei Apsiden und die Säulen gegliedert. Diese Anordnung findet man nach Gartkiewicz, dem Autor des Ausgrabungsberichtes, vor allem bei zahlreichen armenischen Kirchen. Es gibt bisher so gut wie keine Beispiele koptischer Kirchen, die als Vorbild für die Kirche der Granitsäulen gelten könnten. Gartkiewicz sieht daher eindeutig armenische Vorbilder. Er führt die Kirchen von Bagaran, Etschmiadsin und Dvin als Vergleiche heran, die alle eine Haupt- und mindestens zwei Seitenapsiden haben. Derek A. Welsby ist dagegen vorsichtiger und nennt vor allem Vorbilder im syrischen Raum, stellt aber auch fest, dass es keine Parallelen in Ägypten gibt. W. Godlewski bemerkt dagegen, dass die Kirche zu einer Zeit errichtet wurde, als große Teile der christlichen Welt von Moslems erobert waren und vermutet eine vollständig eigenständige Schöpfung. In jedem Fall gibt es für die kreuzförmige innere Raumstrukturierung keine früher datierten Beispiele in Nubien.
Der armenische oder syrische Einfluss ist nicht ohne weiteres zu erklären. Er mag durch nubische Reisende vermittelt worden sein, die in Armenien oder anderen Ländern derartige Kirchenbauten kennenlernten. Aus Afrika ist vergleichbares nicht bekannt. Allerdings sind ausländische Arbeiter in Ägypten bezeugt und es spricht nichts dagegen, dass auch in Nubien fremde Bauleute oder Architekten arbeiteten. So sind für den Bau der Kirche von Ikhmindi in Unternubien sogar byzantinische Bauleute schriftlich bezeugt.
Die Kirche war vermutlich Vorbild für andere Kirchenbauten in Nubien. Hier ist an erster Stelle die Kathedrale von Faras zu nennen. Auch die nur schlecht erhaltene Kathedrale von Sai scheint dem Bautyp der Kirche der Granitsäulen zu folgen. Gleiches gilt für eine Kirche im unternubischen Akscha, die in den dortigen pharaonischen Tempel hinein gebaut wurde.

## Die Kirche mit den Ziegelsäulen

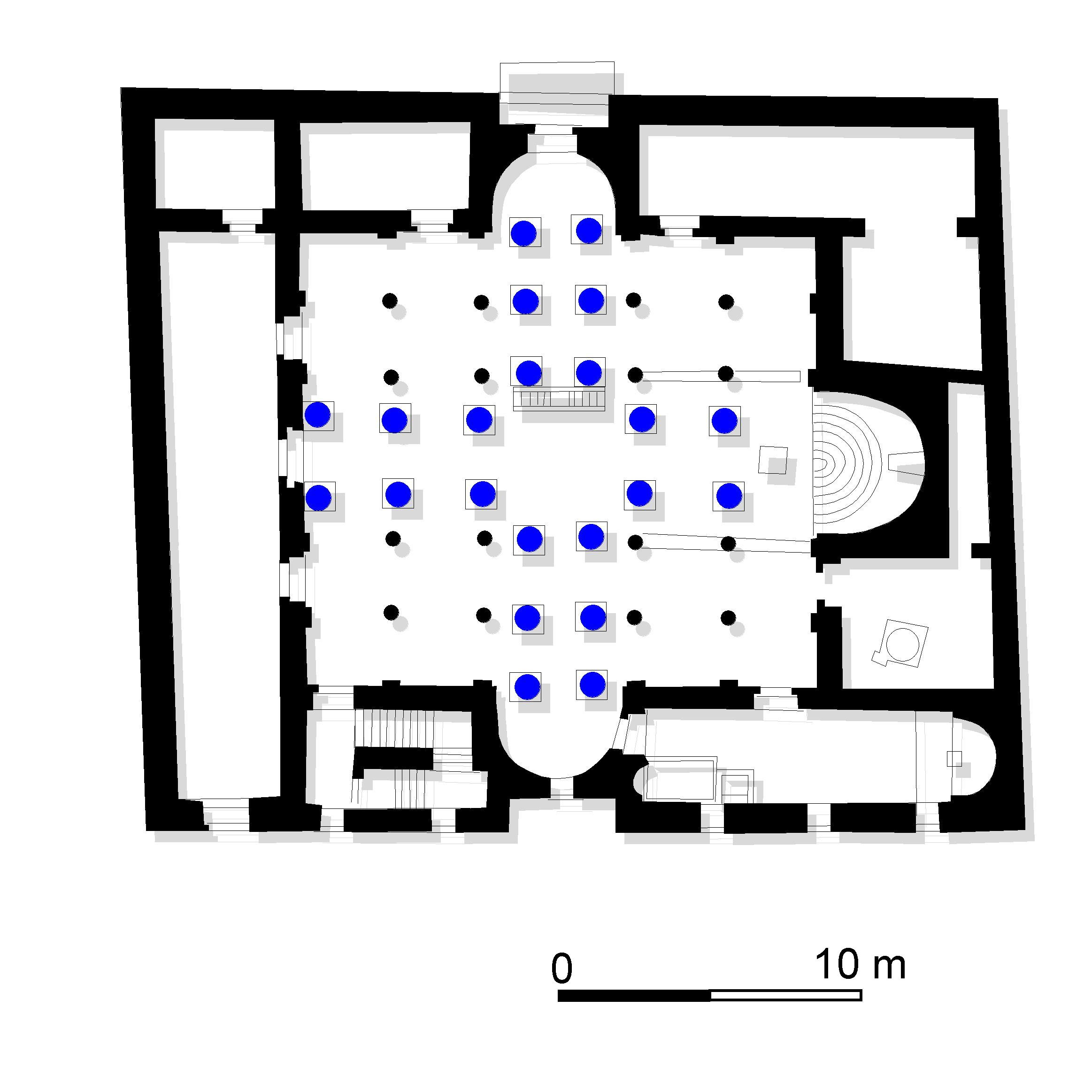
Plan der Kirche mit den Ziegelsäulen (blau eingezeichnet)

Die Kirche der Granitsäulen wurde – wahrscheinlich an der Wende vom 10. zum 11. Jahrhundert – vollkommen umgebaut. Der nun entstandene Bau wird als die Kirche mit den Ziegelsäulen bezeichnet. Innerhalb des Haupt- und des Querschiffes wurden 22 zusätzliche Säulen aus gebrannten Ziegeln errichtet. Sie ruhten auf einem quadratischen Sockel und hatten glatte runde Schäfte. Sie waren mit dickem Putz verstrichen und hatten einen Durchmesser von etwa einem Meter. Die Hauptapsis wurde erhöht, halbkreisförmige Stufen wurden integriert. Davor wurde ein Altar aus gebrannten Ziegeln errichtet. Die Qualität dieser Arbeiten wird als eher nachlässig beschrieben. Im Baptisterium wurde das Grab des Johannes eingeebnet. Sein Grabstein wurde als Teil des Fußbodens vermauert. Das Taufbecken wurde abgedeckt. Ein neues, nun rundes Taufbecken wurde im Raum südlich der Hauptapsis angelegt. Daneben stand ein Altar, bei dem es sich um einen wiederwendeten Standsteinblock handelt, der die Inschrift des nubischen Pharaos Taharqa trägt.
Da dies die letzte bedeutende Bauphase der Kirche darstellt, sind sogar einige Teile des Kircheninventars erhalten. Ein bronzener Weihrauchbrenner ist wahrscheinlich eine byzantinische Arbeit. Er ist reich verziert und zeigt auf der Außenseite Heilige in erhabenem Relief. Er wurde versteckt im Boden eingelassen aufgefunden. Unter den Funden befindet sich ein Kalksteinfuß, der vielleicht von einem Thron, Tisch oder Stuhl stammte. Um die Kirche herum entwickelte sich die Nekropole weiter. Es entstanden teilweise recht anspruchsvolle Grabanlagen mit mastabaartigen Oberbauten.

## Das Ende
Im vierzehnten Jahrhundert hatte das Reich von Makuria mit zahlreichen Problemen zu kämpfen. Alt Dunqula wurde mehrmals von den Arabern belagert und schließlich als Hauptstadt aufgegeben. Im Laufe dieser Zeit trat anscheinend auch ein Großteil der Bevölkerung zum Islam über.
Die Kirche mit den Ziegelsäulen wurde in dieser Zeit – möglicherweise bei einer Stadtbelagerung – zerstört und für unbestimmte Zeit nicht wieder benutzt. Es fanden sich Schichten von Sandablagerungen. Danach gibt es Anzeichen für eine neue christliche Nutzung, doch auf einem sehr bescheidenen Niveau. Das Dach der nun wieder hergerichteten Kirche bestand wahrscheinlich aus Palmenblättern. Diese ärmliche Phase dauerte anscheinend nicht lange. Die Kirche wurde aufgegeben und als Steinbruch genutzt. Auf den Ruinen wurden Reste einer islamischen Wohnbebauung gefunden, die teilweise die noch stehenden Mauern der Kirche benutzte. Alt Dunqula war zu dieser Zeit Provinzhauptstadt im Sultanat von Sannar.
In den Jahren 1961 bis 1964 hatten polnische Archäologen die Kathedrale von Faras ausgegraben und waren durch die reichen Funde vollkommen überrascht. Kazimierz Michałowski, der damalige Professor für Archäologe im Mittelmeerraum an der Universität Warschau, beschloss daraufhin weitere Untersuchungen im Sudan folgen zu lassen. 1964 begannen die Ausgrabungen in Alt Dunqula. Eines der ersten Gebäude, die untersucht wurden, war die Kirche der Granitsäulen. Es ist bisher das einzige der bei den Ausgrabungen in dieser Stadt erforschten Gebäude, das in einer Monografie vollständig publiziert wurde.
Die Reste der Kirche sind heute zu besichtigen. Die Säulen wurden nach der Grabung teilweise wieder aufgerichtet.